# Akimerus berchmansi
Akimerus berchmansi är en skalbaggsart som beskrevs av Breit 1915. Akimerus berchmansi ingår i släktet Akimerus och familjen långhorningar. Inga underarter finns listade i Catalogue of Life.